# Friedrich Eduard Eule
Friedrich Eduard Eule (* 22. Februar 1831 in Stollberg/Erzgeb.; † 5. April 1910 in Auerbach/Vogtl.) war ein deutscher Jurist und liberaler Politiker.

## Leben und Beruf
Der Sohn eines Apothekers studierte ab Mai 1847  an der Universität Leipzig Rechtswissenschaften. Im November 1850 beendete er sein Studium mit Ablegen des juristischen Staatsexamens und Erlangen der Notarberechtigung. Praxiserfahrung erlangte er von November 1850 bis Februar 1851 in der Expedition des Advokaten und Gerichtsdirektor Schwerdfeger in Leipzig und anschließend bis November 1851 bei dem Advokaten Robert Sickel. Im November 1852 legte Eule die zweite juristische Staatsprüfung ab und erhielt die Approbation als Advokat. Er trat in den Staatsdienst ein, in dem er bis August 1864 tätig war. Im September 1864 trat er das Amt des Bürgermeisters der vogtländischen Stadt Auerbach an, das mit einem Jahresgehalt in Höhe von 500 Talern dotiert war. Zugleich wurde er als Notar immatrikuliert und im Januar 1865 als Advokat verpflichtet. Von 1869 bis 1873 vertrat er den 24. städtischen Wahlkreis in der II. Kammer des Sächsischen Landtags. Nach seinem Abschied aus dem Bürgermeisteramt 1889 blieb er weiterhin als Rechtsanwalt und Notar tätig. Durch das Ehrengericht der Anwaltskammer wurde gegen ihn im November 1902 wegen Verfehlungen gegen die Berufspflichten eine Geldstrafe in Höhe von 300 Mark verhängt. Im November 1905 legte er sein Notaramt nieder, um einem Disziplinarverfahren wegen eines laut Revisionsbericht festgestellten „völligen Mangels an geschäftlicher Ordnung“ zu entgehen.